# الدوري الغيني الاستوائي الممتاز 2017
الدوري الغيني الاستوائي الممتاز 2017 هو موسم من الدوري الغيني الاستوائي الممتاز. كان عدد الأندية المشاركة فيه 12، وفاز فيه Leones Vegetarianos FC ‏.